# Circondario di Koro
Il circondario di Koro è un circondario del Mali facente parte della regione di Mopti. Il capoluogo è Koro.

## Geografia antropica

### Suddivisioni amministrative
Il circondario di Koro è suddiviso in 16 comuni:
- Bamba
- Barapiréli
- Bondo
- Diankabou
- Dinangourou
- Dioungani
- Dougouténé I
- Dougouténé II
- Kassa
- Koporo Pen
- Koporokendié Nâ
- Koro
- Madougou
- Pel Maoudé
- Yoro
- Youdiou